# 氟化氢钾
氟化氢钾是一種無機化合物，化学式為KHF2。這種無色的鹽由鉀離子和氟化氫根離子所組成。

## 性质
氟化氢钾是无色略带酸臭味的结晶，为双晶化合物，有两种晶型：四方（α型）与立方（β型）。195°C以下为α型，195～239°C为β型。易溶于水，水溶液呈酸性；可溶于乙酸钾，不溶于乙醇。有毒，有腐蚀性。
干燥空气中不分解放出氟化氢，在潮湿空气中吸收水分而放出氟化氢。
1886年，法国化学家亨利·莫瓦桑通过电解氟化氢钾在液态氟化氢中的溶液，首次制得了氟气。

## 制备
由氢氧化钾与氢氟酸反应生成氟化钾，过滤后在酸化器中通氢氟酸酸化，同时用水冷却，控制pH值为2～3，然后冷却结晶、离心分离、干燥而得。
{\displaystyle {\rm {\ KOH+HF\rightarrow KF+H_{2}O}}}
{\displaystyle {\rm {\ KF+HF\rightarrow KHF_{2}}}}

## 用途
用于制备无水氟化氢、纯氟化钾，用作电解生产氟时的电解质。也用于制造光学玻璃、蚀绘玻璃。用作银制品的焊接助熔剂、木材防腐剂、掩蔽剂及苯烷基化的催化剂等。